# Riviera: The Promised Land
Riviera: The Promised Land (リヴィエラ ～約束の地リヴィエラ～?, Riviera: Yakusoku no chi Riviera, lett. "Riviera: Riviera la terra promessa") è un videogioco di ruolo originariamente sviluppato nel 2002 da Sting Entertainment per WonderSwan Color, rappresentando il primo episodio della serie di giochi Dept. Heaven. Successivamente, nel 2004, il gioco ha ricevuto un porting per Game Boy Advance, con Atlus USA che ha curato la pubblicazione in Nord America nel 2005. Un remake migliorato è stato pubblicato per PlayStation Portable nel novembre 2006 in Giappone, nel luglio 2007 in Nord America e nell'aprile 2008 in Europa. Nel luglio 2023, è stata annunciata una remastered in HD per Microsoft Windows, Nintendo Switch, iOS e Android. Nel febbraio 2024 è uscita la versione per Nintendo Switch in Giappone. Nel luglio 2024 è stata pubblicata la versione per Windows tramite Steam.
Nel gioco, il giocatore assume il ruolo di Ein, un Angelo Tetro che deve combattere contro demoni e altri Angeli Tetri antagonisti per sigillare quattro entità malvagie conosciute come Maledetti. Ein è accompagnato da quattro eroine: Fia, Lina, Serene e Cierra, oltre al suo gatto famiglio, Rose. Riviera include anche elementi tipici dei giochi di simulazione di appuntamenti, poiché l'eroe può raggiungere finali multipli con i personaggi di supporto in base alle decisioni prese durante il gioco.

## Trama
Mille anni prima dell'inizio del gioco, si svolge la guerra di Ragnarok, in cui gli dei di Asgard affrontano i demoni di Utgard. Disperati, sacrificano le loro vite per creare gli Angeli Tetri dalle ali nere, guerrieri armati di un'arma sacra chiamata "Divinatore". Dopo la guerra, Utgard diventa Riviera, un paradiso in cui gli dei trasferiscono la loro conoscenza ai Sette Magi e il loro potere agli Sprites. Dopo mille anni di pace, Hector, uno dei Sette Magi, invia gli Angeli Tetri Ein e Ledah, insieme al famiglio di Ein, Rose, per attivare il "Castigo", un potere che elimina i demoni ma che distruggerà Riviera. Incontrano Ursula, la guardiana di Riviera, e durante una battaglia Ein viene portato a Yggdrasil. Qui scopre di avere un cuore buono e riceve l'incarico di proteggere la regione. Ein si risveglia affetto da amnesia e viene curato da Fia e Lia, abitanti di Elendia.
Le notizie sulla rinascita dei quattro "Maledetti" li spingono a indagare e a sconfiggerli. Nel frattempo, Ledah cerca Yggdrasil per attivare il Castigo. Quando Ursula avverte i compagni che Ledah ha aperto un breccia in Yggdrasil per distruggere i tre "Acquari", le fonti del potere di Yggdrasil, si dirigono verso il cuore pulsante di Riviera. Nonostante riescano a sconfiggere Ledah, Malice, un Angelo Tetro al servizio di Hector, infligge il colpo fatale. Ledah rivela che Hector li ha ingannati per cercare il potere supremo. Inseguendo Malice, non riescono a fermarla dalla distruzione dell'ultimo Acquario. Ledah sacrifica la propria vita per salvare Ein e i compagni si dirigono verso il "Labirinto delle ombre" per liberare Seth il Recluso. Hector uccide Malice e la ragazza più cara a Ein per fondersi con Seth e diventare Seth-Rah. Tuttavia, Ein e i suoi amici riescono a sconfiggerlo e vengono teletrasportati da Ursula a Yggdrasil prima del crollo del labirinto. Essendo Riviera un renai, ovvero un gioco con finali multipli, le scelte del giocatore influenzano l'esito della storia. È possibile ottenere un finale speciale con la ragazza scelta; in particolare, in finale con Rose è considerato un finale nascosto, poiché non era presente nella versione originale per WonderSwan Color, dove Rose non aveva una statistica di fiducia nel gioco. L'ultimo fotogramma indica che Rose diventerà una storica e registrerà le avventure dei protagonisti.

## Personaggi
Riviera offre un cast di sei personaggi giocabili.
- Ein (エクセル?, Ekuseru, Ecthel nella versione giapponese): è un angelo nero che ha sacrificato le sue ali per ricevere la Divinatrice, Einherjar. Indossa pantaloncini, un gilet, guanti, un mantello e una sciarpa; ha capelli grigio-neri e profondi occhi blu. Sembra un adolescente ed è piuttosto ingenuo, una caratteristiche che infastidisce le sue compagne Ledah e Rose. In battaglia, le sue armi principali sono le spade.
- Fia (フィア?, Fia): è una ragazza adolescente con una personalità premurosa. Indossa una lunga gonna verde e un gilet nero su una camicetta bianca a maniche lunghe. Ha lunghi capelli verdi legati con un nastro in tinta e occhi verdi. Inizialmente condivide la casa con Lina, ma in seguito fa spazio a Ein, Cierra e Serene. Come Ein, è gentile e nobile, ma a volte può risultare severa e serie. È anche l'unico personaggio con incantesimi di guarigione e sa cucinare e mescolare bene le erbe. Nonostante sia la più giovane delle quattro compagne di Ein, Fia dimostra una maturità sorprendente. A volte mostra segni di timidezza verso gli altri, soprattutto verso Ein, per il quale nutre un debole. In battaglia, utilizza stocchi e spade come armi principali.
- Lina (ルゥリ?, Rūri, Lyuri nella versione giapponese): è un'adolescente dolce, infantile ed energica. Indossa una gonna corta e un soprabito giallo sgargiante. Ha gli occhi marroni e i capelli arancioni legati a treccine. Lina ama mangiare, andare a caccia di tesori e divertirsi con i suoi amici; è piuttosto ignorante nelle faccende domestiche. Spesso si trova in situazioni imbarazzanti, specialmente con Ein, per il quale ha un'infatuazione segreta. La sua arma principale in battaglia sono gli archi e le altre armi a lunga gittata.
- Serene (セレネ?, Serene): è un'adolescente estroversa e maschiaccio, coetanea di Ein. È un Arc, a differenza della maggior parte degli abitanti di Riviera, che sono Sprites. Viveva sull'isola di Rosalina con altri Arc fino a quando la sua tribù viene sterminata dall'Angelo Tetro Malice. Unica sopravvissuta al massacro, si unisce a Ein, per il quale sviluppa un'infatuazione. Serene ha grandi ali da pipistrello, una caratteristica comune agli Arc. Porta un elmo ornato da finte orecchie da gatto sui capelli blu scuro/indaco lunghi fino alle spalle e ha occhi azzurri. Indossa un lungo gilet blu chiaro su una tuta nera e uno scialle blu scuro. In battaglia, utilizza falci e altre armi ad asta.
- Cierra (シエラ?, Shiera): è una strega gentile e premurosa ed è la sorella maggiore del gruppo. Possiede incredibili poteri magici ed è sempre ottimista, anche se a volte risulta maldestra. Ha salvato Rose dopo che lei ed Ein si erano separati, anche se per errore le ha somministrato una pozione che le ha tolto la capacità di parlare. Per divertirsi studia e gioca con la magia. Cierra indossa un tipico cappello conico da strega, stivali rossi e un abito rosso seghettato che la scopre parzialmente. Le sue armi principali in battaglia sono i bastoni e le altre armi magiche.
- Ledah (レダ?, Reda): è un guerriero esperto e uno dei tre Angeli Tetri presenti nel gioco. È forte, leale e molto solitario; si suggerisce che sia molto più vecchio di Ein e dei suoi compagni data la sua esperienza. Segue l'ordine dei Sette Magi senza alcun dubbio perché ha scambiato le sue emozioni con la sua Divinatrice, Lorelei, impedendogli di riconsiderare gli ordini impartiti. Ledah si mostra distaccato, cinico e pragmatico.

Questi personaggi sono gli unici giocabili nel gioco. Riviera presenta anche diverse decine di personaggi secondari significativi come Rose (il famiglio di Ein), Hector (l'antagonista principale), Malice (angelo del male al servizio di Hector), Ursula (spirito guardiano di Riviera) e i quattro Maledetti che fungono da boss. Inoltre, ci sono numerosi cittadini di Elendian insieme a fate e ondine che aiutano Ein lungo il suo cammino.

## Modalità di gioco
Riviera: The Promised Land è un videogioco di ruolo a turni che unisce elementi di strategia e simulazione di appuntamenti. Questo aspetto si manifesta nelle conversazioni, dove Ein deve spesso scegliere tra Fia, Lina, Serene o Cierra durante le interazioni, influenzando la fiducia e l'umore dei personaggi e l'esito del gioco. In ciascuno dei sette capitoli principali, il giocatore inizia a Elendia e riceve una missione. Si sposta verso il luogo della missione, attraversando nove mappe, con l'ottava tappa dedicata al boss del capitolo e la nona che richiede un metodo speciale di accesso. Ogni fase è composta da più schermate con eventi e battaglia. Al termine di un capitolo, i punti abilità accumulati vengono azzerati e il giocatore accede a una schermata di risultati che mostra le prestazioni nel capitolo, guadagnando punti da utilizzare nel capitolo successivo.
A differenza della maggior parte dei giochi di ruolo, quando non è in battaglia il giocatore non controlla liberamente il movimento di Ein. Utilizza due modalità: Osservazione e Spostamento. In modalità Osservazione, può premere i tasti direzionali corrispondenti ai punti abilità visualizzati sullo schermo; alcuni oggetti appaiono solo dopo eventi specifici e molti richiedono PA (punti abilità) guadagnati in battaglia per attivare eventi o ottenere oggetti gratuiti. In modalità Spostamento, il giocatore può avanzare o tornare indietro alle schermate precedenti. Gli oggetti appaiono sullo schermo e non richiedono punti abilità per essere attivati, consentendo movimenti liberi fino a quando non ci sono limiti di turni. Una volta usciti dalla schermata finale di un livello, il giocatore deve salvare e passare al livello successivo.
Prima dell'inizio di una battaglia, il giocatore può scegliere di ritirarsi per prepararsi. Può selezionare tre combattenti su cinque e uno schema di posizionamento tra Attacco e Magia. La formazione Attacco riduce il tempo di ricarica delle mosse basate sull'attacco, mentre la formazione Magia offre un tempo di ricarica più breve per gli utilizzatori della magia. Dopo aver scelto la formazione, il giocatore decide quali oggetti portare; si possono tenere solo sedici oggetti in totale senza possibilità di conservazione, ma solo quattro possono essere portati in battaglia per ciascuno dei tre personaggi. Una volta completati i preparativi, inizia la battaglia. L'ordine dei turni è determinati da agilità, ultima mossa utilizzata e formazione scelta. Un personaggio può utilizzare fino a otto abilità diverse: una normale per ogni oggetto e una Superabilità (OverDrive) secondaria se ben addestrato con quell'oggetto e se l'indicatore di OverDrive è sufficientemente pieno. L'uso delle abilità riduce le volte in cui l'oggetto può essere utilizzati; Riviera impiega un sistema simile a Fire Emblem per la resistenza degli oggetti.
Esistono cinque livelli di abilità: Abilità livello 0 utilizzabili in qualsiasi momento; abilità dai livelli 1 a 3 che richiedono allenamento ed esauriscono l'indicatore OverDrive; abilità di livello Esecuzione utilizzabili a qualsiasi livello dell'indicatore ma che lo esauriscono completamente. Anche i nemici hanno un indicatore simile suddiviso in tre livelli: Normale (solo attacchi normali), Rabbia (attacchi Rabbia oltre ai normali) e Max (tutti gli attacchi ma solo quelli del massimo esauriscono completamente l'indicatore). Se tutti gli alleati esauriscono gli HP a zero, la battaglia termina con un game over che offre la possibilità di riprovare con statistiche nemiche ridotte. Se tutti i nemici esauriscono gli HP a zero, il giocatore ottiene la vittoria e riceve un grado basato sulle prestazioni in battaglia. Il grado tiene conto del tempo trascorso e della finisher; si abbassa se il giocatore ha ritentato la battaglia. I punti abilità e gli oggetti vengono distribuiti in base al grado ottenuto dal giocatore. Inoltre, se un personaggio utilizza un oggetto sufficientemente molte volte, riceve un aumento delle statistiche e sblocca una Superabilità utilizzabile nelle battaglie successive.

## Sviluppo
Riviera: The Promised Land è stato originariamente sviluppato per WonderSwan Color. Lo sviluppo è iniziato nel novembre 2000 e il gioco è stato pubblicato esclusivamente in Giappone il 12 luglio 2002.
Nel 2004, Riviera ha ricevuto un porting per Game Boy Advance, caratterizzato da uno stile artistico completamente nuovo grazie al contributo di Sunaho Tobe. Questa versione include nuove scene animate, eventi e un doppiaggio limitato ad alcune clip. Il remake è uscito in Giappone il 25 novembre 2004 e la localizzazione per il Nord America è stata curata da Atlus USA, che lo ha distribuito il 28 giugno 2005.
Nel 2006, Sting annuncia e pubblica un remake per PSP del gioco, con più scene animate, eventi e un doppiaggio completo. Tuttavia gli sprite utilizzati sono semplicemente versioni upscalate di quelli delle versioni WonderSwan Color e Game Boy Advance. Questa versione è uscita in Giappone il 22 novembre 2006. Dopo che alcuni rivenditori hanno fatto trapelare la notizia, Atlus USA ha annunciato ufficialmente la pubblicazione del gioco in Nord America, includendo un capitolo extra non presente nella versione giapponese; questa versione è uscita il 10 luglio 2007. Il 18 ottobre 2007, Sting pubblica in Giappone un'edizione speciale, che è essenzialmente la versione statunitense per PSP con il testo giapponese al posto di quello inglese. In Europa, il gioco è stato pubblicato il 4 aprile 2008, mentre in Australasia l'8 maggio dello stesso anno; in entrambe le regioni è stato distribuito da 505 Games.
Nel luglio 2023, è stata annunciata una remastered in HD per Microsoft Windows, Nintendo Switch, iOS e Android. Questa remastered è stata resa disponibile per Nintendo Switch il 29 febbraio 2024 in Giappone. La versione per Windows è stata pubblicata su Steam il 16 luglio 2024.

## Accoglienza
| Testata                            | Versione | Giudizio |
| ---------------------------------- | -------- | -------- |
| GameRankings (media al 09-12-2019) | GBA      | 79.64%   |
| GameRankings (media al 09-12-2019) | PSP      | 67.27%   |
| Metacritic (media al 07-11-2024)   | GBA      | 76/100   |
| Metacritic (media al 07-11-2024)   | PSP      | 68/100   |
| 1UP.com                            | GBA      | B        |
| 1UP.com                            | PSP      | B−       |
| Eurogamer                          | PSP      | 7/10     |
| Everyeye.it                        | GBA      | 8.5/10   |
| Famitsū                            | WSC      | 31/40    |
| Famitsū                            | GBA      | 32/40    |
| Famitsū                            | PSP      | 30/40    |
| Game Informer                      | GBA      | 8.25/10  |
| GameSpy                            | GBA      | 3.5/5    |
| GameZone                           | GBA      | 8/10     |
| IGN                                | GBA      | 7/10     |
| IGN                                | PSP      | 6.2/10   |
| Multiplayer.it                     | GBA      | 8.5/10   |
| Nintendo Power                     | GBA      | 6.5/10   |
| X-Play                             | GBA      | 3/5      |

In Giappone, la rivista Famitsū ha assegnato alla versione WonderSwan Color un punteggio di 31 su 40.
Secondo il sito aggregatore di recensioni Metacritic, Riviera: The Promised Land ha ricevuto recensioni generalmente positive. Su GameRankings, ha ottenuto un punteggio aggregato del 79.64%. Nel 2004, Famitsū ha valutato la versione per Game Boy Advance con un totale di 32 su 40, attribuendo punteggi di 9, 8, 7 e 8. IGN ha notato che c'è un certo livello di aspettative all'ingresso in quello che sembra un RPG in stile giapponese. Tuttavia, Riviera si distacca dalla formula tradizionale con un approccio decisamente innovativo. Sebbene il gioco presenti elementi tipici degli RPG, come battaglie a turni e character design in stile anime, il suo modo di realizzazione è unico. Questa originalità può risultare sia un punto di forza che una debolezza, ma nel complesso è considerata una piacevole sorpresa in un periodo in cui le IP originali scarseggiano sul Game Boy Advance. Game Informer ha descritto il gioco come un'avventura eccezionale che vale la pena provare per tutti gli appassionati del genere.
GameSpot lo ha considerato vario ma a tratti banale; tuttavia, ha riconosciuto che supera le aspettative grazie alla sua storia avvincente e ai valori di produzione elevati. GameSpy ha affermato che, sebbene non sia divertente come il Riviera uscito su WonderSwan Color, questa versione per GBA offre comunque un'esperienza piacevole a sé stante. GameZone ha evidenziato come il gioco metta alla prova i giocatori non solo con il gameplay, ma anche nelle decisioni che possono influenzare l'esito del gioco stesso. Si tratta di un titolo che stimola la riflessione e, considerando la scarsità di RPG di qualità recenti per GBA, è da tenere d'occhio. 1UP.com ha notato che i nuovi giochi di ruolo portatili sono pochi e rari; pertanto, Riviera beneficia del trovarsi nel posto giusto al momento giusto. È un'avventura interessante e divertente. Secondo Nintendo Power, non bisognava aspettarsi la prossima grande epopea dai giochi RPG su Game Boy Advance. Nonostante le innovazioni apportate, X-Play ha commentato che il gioco si presenta ancora come un RPG standard, con alcune parti noiose che potrebbero risultare frustranti. Secondo Multiplayer.it, Riviera rappresenta un "probabile canto del cigno" per la generazione di RPG su Game Boy Advance. Questo gioco si distingue per la sua originalità e per le sorprese che riserva, promettendo di soddisfare sia gli appassionati del genere che coloro che desiderano avventurarsi in qualcosa di nuovo. D'altra parte, Everyeye.it considera Riviera un ottimo titolo, consigliato a tutti, sia agli appassionati dei JRPG che a chi non è particolarmente esperto del genere.
La versione per PSP ha ottenuto valutazioni più miste. Su GameRankings, ha ottenuto un punteggio aggregato del 67.27%. Nel 2006, Famitsū ha assegnato un punteggio di 30 su 40, con due voti di 8 e due di 7. Secondo IGN, sebbene il gioco abbia una bella grafica e una colonna sonora eccellente, non offre molto di più rispetto alla versione per GBA. Eurogamer lo descrive con JRPG solido e unico che merita attenzione grazie a scelte di design coraggiose e interessanti, anche se non riuscirà a convincere i detrattori del genere. GameSpot ha osservato che il gioco non è così impressionante come nella sua incarnazione per GBA; se lo si è già giocato all'epoca del GBA, non c'è motivo di acquistare la nuova versione. Tuttavia, per chi si fosse perso l'uscita sulla portatile Nintendo, vale la pena provare questa versione grazie alla storia straordinaria e a una miscela di elementi di gioco accessibili. Tuttavia, la stessa accessibilità che rende il gioco attraente è anche la sua più grande debolezza; potrebbe lasciare i giocatori veterani desiderosi di un'esperienza più profonda. 1UP.com ha concluso che anche senza aggiornamenti significativi, Riviera si distinguerebbe comunque come uno dei giochi di ruolo più validi per PSP. Tuttavia, sebbene possa essere consigliabile acquistarlo una volta, non si può giustificare l'acquisto ripetuto a meno che non siate fan sfegatati o desideriate le voci giapponesi per arricchire l'esperienza visiva associata al gioco.